# 味噌饅頭
味噌饅頭（みそまんじゅう）は、味噌（一部地域は、黒糖）を用いた和菓子の饅頭。饅頭の生地（小麦粉）に（一部地域は、あんにも使用される）味噌を練りこんで蒸したものである。日本全域にあるが、使う味噌がそれぞれの地域特有のものであるため、地方の銘菓、土産菓子でもある。
以下、各地域の味噌饅頭について述べる。

## 北海道
「みそまんじゅう」
留寿都村の銘菓。

## 栃木県

### 「新井屋の味噌まんじゅう」
佐野市の銘菓。有限会社味噌まんじゅう新井屋が製造販売。佐野市の第1回「佐野ブランド」認証の選考会において、認証を受けた12品の中で1位にて認証をされた商品。
新井屋の由来
1929年（昭和4年）11月25日、地元の秋祭りにあわせて野部林吉によって栃木県安蘇郡常盤村仙波(佐野市)に創業。そこは、謡曲「鉢の木（いざ鎌倉）」で有名な佐野源左ヱ門常世の屋敷跡があり、北方、羽鶴峠を越えれば名高い出流山満願寺へ程近い場所であった。
林吉は、次姉ナミの嫁ぎ先である菓子店「新井屋」（昭和30年頃閉店；足利市五十部町←今福町←通四丁目）で菓子の世界に入った。その後、長姉タツが嫁いだ郡山駅前の菓子店「日本一総本店」（現中華料理「珍満」）においても菓子作りを修行し、数年にわたる奉公の後、故郷仙波の地に帰る。そして地元名村材木店のご主人の協力により店を開く。また、店名は林吉が修行をした菓子店「新井屋」から暖簾分けによる。
新井屋の味噌まんじゅうについて
足利の「新井屋」と郡山の「日本一総本店」から得た技術と経験を生かし、工夫を重ね「味噌まんじゅう」の配合を考案し、創業時に発売。「味噌まんじゅう」の名は、味噌の色に似た皮と隠し味に使用している味噌に由来。厳選された北海道産の小豆をじっくり時間をかけて製餡し、精選された黒糖を主とした「新井屋秘伝」の皮が一体となり真似の出来ない風味を持つ、昔懐かしい郷土の味として広く賞味されている。
販売拠点
- 葛生本店（直営）佐野市葛生西2-1-25
- 佐野本町店（直営）佐野市本町2942
- 田沼店（直営）佐野市田沼町1268-1
- まちの駅葛の里壱番館（佐野市）
- 道の駅どまんなかたぬま（佐野市）
- 佐野市観光物産会館（佐野市）
- 全国商工連「むらからまちから館」（東京・有楽町）売上個数ランキング1位（2011年3月 - 6月）
- 宇都宮駅「縁」
- ろまんちっく村（宇都宮市）
- 東京スカイツリー「とちまるショップ」（東京都墨田区）

沿革
- 1929年（昭和4年）野部林吉が地元の秋祭りにあわせて栃木県安蘇郡常盤村仙波69（佐野市仙波町69）にて「新井屋」創業。創業とともに「味噌まんじゅう」を製造開始。（11月25日）
- 1955年（昭和30年）店舗老朽化により改築。
- 1961年（昭和36年）旧葛生店を葛生会館の竣工に合わせて開店（9月27日）
- 1966年（昭和41年）レオン自動機105を導入。
- 1969年（昭和44年）当店の味噌まんじゅうを「○林（マルバヤシ）　味噌まんじゅう」にて【登録商標】取得。
- 1983年（昭和58年）旧葛生店が旧田沼町に移転。田沼店としてオープン。（3月1日）
- 1987年（昭和62年）創業者野部林吉逝去(8月3日)。享年80。野部栄一（2代目）に継承。
- 1987年（昭和62年）9月1日「新井屋」から「有限会社　味噌まんじゅう新井屋」へ。 会社設立。
- 1993年（平成5年） 本店が葛生町仙波から旧葛生町中央西へ移転開店する。（11月25日）
- 2004年（平成16年）東京有楽町「むらからまちから館」（全国商工会連合会アンテナショップ）において2カ月連続売上個数1位を獲得。
- 2005年（平成17年）武田双雲氏にロゴ作成を依頼。新ロゴに変更。
- 2006年（平成18年）佐野厄除け大師近くにて1・2月限定の臨時営業を始める
- 2007年（平成19年）野部武典が3代目に。
- 2008年（平成20年）田沼店閉店
- 2009年（平成21年）佐野本町店オープン（11月25日）
- 2010年（平成22年）田沼店復活オープン（12月）
- 2011年（平成23年）6月『味噌まんじゅう』が1位で『佐野ブランド』（12品）に認証される。
- 2012年（平成24年）5月22日、東京スカイツリー「とちまるショップ」納品開始。約1000アイテムの中で販売ランキング5位。

## 群馬県
「味噌まんじゅう」
沼田市の上州名物。
焼きまんじゅうとも呼ばれる。

## 石川県
「みそまんじゅう」
七尾市田鶴浜町の銘菓。能登名物として販売。

## 静岡県
「みそまん」・「みそまんじゅう」
浜松市浜名区の奥浜名湖周辺（細江、三ヶ日、引佐）では、黒糖を用いた小麦粉の皮で黒あんを包んだ茶饅頭の事を指す。皮の色が味噌に似ているためこの名があり、原料に味噌は含まれない。かつては前掲の菓子店のみで販売されていたが、現在では浜松市中心部の菓子店や遠鉄百貨店でも、一部店舗の製品であれば購入する事ができる。また、黒糖みそまんは概して好評であり、浜松市中央区の「丸高製菓」や「近江屋」など、他地域でも製造を始めている業者がある。
発祥は三ケ日地区大谷に店舗を構える「中根屋」の「大谷まんじゅう」であることが公認され、元祖争いは生じていない。中根屋に続いて同類の饅頭を製造し始めた他の店では、一般的に「みそまん」と命名している
奥浜名湖みそまん物語
みそまん製造元のうち複数協賛店による詰め合わせで、イベント等に伴って限定販売された。以下は2013年11月時点の協賛店とその商品名。

- 中根屋（三ヶ日町大谷）「みそまん　大谷まんじゅう」（みそまん元祖。2016年7月3日廃業閉店）
- 三ヶ日製菓（三ヶ日町三ヶ日）「茶まんじゅう」
- 入河屋（三ヶ日町下尾奈）「大福寺納豆のみそまん」（皮に味噌類も使用）
- みつわ（三ヶ日町都築）「みつわのみそまん　福々饅頭」
- 野沢製菓（引佐町奥山）「奥山まんじゅう」（バリエーションの一つにみそまんがある）
- 内山製菓（引佐町井伊谷）「みそまん」
- すぎや（引佐町井伊谷）「すぎやのみそまん」
- 紅屋（引佐町井伊谷）「紅屋のみそまん」（2018年12月廃業閉店）
- とやま製菓（細江町気賀）「ほそえ　みそまん」
- 外山本店（細江町気賀）「気賀宿　みそまん」
- 福月堂（細江町気賀）「みそまんじゅう」（2021年5月廃業閉店）
- かじや（細江町気賀）「かじやの手作り　みそまん」（2022年頃廃業閉店）

「みそまん」・「みそまんじゅう」
周智郡森町地区では梅衣と並ぶ伝統和菓子として売り出している。生地に味噌を練り込んで塩気があり、前述の奥浜名湖地域のみそまんとは異なる。全国的に多数派の味噌饅頭に類する。掛川市に開業した「宝屋」は森町からの移転であり、森町風みそまんじゅうとなっている。
「みそまんじゅう」
磐田市の見付地区では粟餅と並ぶ伝統和菓子として見直されている。生地に味噌が練り込まれた饅頭である。
「みそまん」・「味噌まんじゅう」
焼津市では伝統菓子である味噌饅頭を活性化しようと、2011年に製造業者らが「焼津みそまん学会」を結成した。漁師が操業の間に沖合で食す間食をルーツとすると伝わる。保存性を高めるため、皮に練り込まれる味噌の塩気は多めになっている。
加盟店は2016年現在、以下の10店舗となっている。
昇栄堂、飴屋河合、かしはる、角屋、かまや、光月堂、みの松、餅貫(もちかん)、ヤマカワ、吉野

## 愛知県
「八丁味噌まんじゅう」
名産品である八丁味噌を使用。
旭軒元直はじめ多くのお店で創っている。
「でぇら たかしの味噌まんじゅう」
名古屋市市長の河村たかしをモチーフにした饅頭。
名産品である八丁味噌を使用したあんが入っている。
「松鶴園　味噌饅頭」
高浜市の松鶴園の看板商品。昭和10年の発売。初代店主が味噌パンに触発されて開発。
地元の三州豆味噌を混ぜ込んだ生地でこしあんを包む。味噌の塩辛さでひきたつ甘み。
表面にはザラメ糖が散りばめられており、溶けたザラメ独特の食感も面白い。焼き饅頭。